# Lepidiota draconis
Lepidiota draconis är en skalbaggsart som beskrevs av Britton 1978. Lepidiota draconis ingår i släktet Lepidiota och familjen Melolonthidae. Inga underarter finns listade i Catalogue of Life.